# Bette Davis
Bette Davis (eredeti nevén Ruth Elizabeth Davis) (Lowell, Massachusetts, 1908. április 5. – Neuilly-sur-Seine, 1989. október 6.) kétszeres Oscar-díjas amerikai színésznő.

## Életpályája
A Broadway színpadain egyre nagyobb hírnévnek örvendő fiatal színésznőt 1930-ban egy hollywoodi tehetségkutató fedezte fel, aki a hangosfilmek számára hajtott fel új színészeket. Először a Universal Pictureshez került, de később átigazolt a Warnerhez, ahol majdnem 20 év alatt Hollywood legmegbecsültebb színésznőjévé vált.
Sztárrá válásának útja lassú volt és rögös. A stúdió által kezdetben ráosztott szexbomba szerep sem ízlésének, sem alkatának nem felelt meg, s korai filmjeire visszatekintve, e figurákat „szellemtelen szőkéknek és butuska naiváknak” nevezte.
Az áttörést az 1934-ben készült Örök szolgaság hozta meg számára. Mildred a megkeseredett, de érzéki pincérnő alakjában Davis megtalálta a stílusához és képességeihez illő szerepet, és kiemelkedő alakításával igazolta főszerepekhez való rátermettségét. A filmben új nőtípust teremtett meg – a kemény, független, űzött, magányos asszony alakját.
A női közönség köreiben tapasztalható hatalmas népszerűségét a 30-as és 40-es években főleg annak köszönhette, hogy képes volt a női szerep látszólag ellentmondásban álló képzeteinek egyesítésére. Egyszerre testesítette meg a filmsztárt és a hétköznapi nőt.
Az 50-es, 60-as években tovább dolgozott, általában televíziós darabokban és alacsony költségvetésű filmekben. Igényes forgatókönyv híján azonban alakításaiból már hiányzott az árnyaltság. A Mi történt Baby Jane-nel?-ben bizonyítja, hogy ő tudja a legjobb Bette Davis-karikatúrát nyújtani a groteszknek és önzőnek láttatott agresszív, önző asszony szerepében. Megfogadta, hogy soha nem vonul vissza, és egészen haláláig dolgozott.

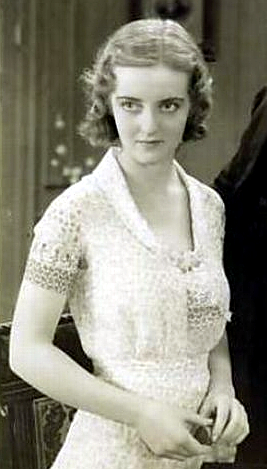
Bette Davis 23 éves korában

## Fontosabb filmjei
- 1988 – A gonosz mostohaanya (Wicked Stepmother)
- 1987 – Bálnák augusztusban (The Whales of August) … Libby Strong
- 1982 – Zongorát Mrs. Cinimónak (A Piano for Mrs. Cimino)
- 1978 – Halál a Níluson (Death on the Nile) … Marie Van Schuyler
- 1972 – Kártyajáték olasz módra (Lo Scopone scientifico) … a milliomoslány
- 1964 – Ahol a szerelem elmúlt (Where Love Has Gone)
- 1964 – Csend, csend, édes Charlotte (Hush… Hush, Sweet Charlotte)
- 1962 – Mi történt Baby Jane-nel? (What Ever Happened to Baby Jane?)
- 1961 – Egy maroknyi csoda (Pocketful of Miracles)
- 1959 – A bűnbak (The Scapegoat) … grófnő
- 1956 – Fényes esküvő (The Catered Affair) … Mrs. Tom Hurley
- 1955 – A szűz királynő (The Virgin Queen)
- 1952 – The Star … Margaret Elliot
- 1950 – Minden Éváért (All About Eve) … Margo Channing
- 1949 – Beyond the Forest … Rosa Moline
- 1945 – Zöld a vetés (The Corn is Green)
- 1944 – Mr. Skeffington
- 1943 – Őrség a Rajnán (Watch on the Rhine)
- 1943 – Régi ismerős (Old Acquaintance)
- 1942 – Nővéremtől mindent (In This Our Life) … Stanley "Stan" Timberlake Kingsmill
- 1942 – Utazás a múltból (Now, Voyager) … Charlotte Vale
- 1941 – Kis rókák (The Little Foxes) … Regina Hubbard Giddens
- 1941 – A nagy hazugság (The Great Lie)
- 1940 – Egy asszony három élete (All This, and Heaven Too) … Henriette Deluzy-Desportes
- 1940 – A levél (The Letter) … Leslie Crosbie
- 1939 – Juarez ... Sarolta mexikói császárné
- 1939 – Szerelem és vérpad (The Private Lives of Elizabeth and Essex) … Angliai Erzsébet
- 1939 – Későn jött boldogság (Dark Victory) … Judith Traherne
- 1938 – Jezabel (Jezebel) … Jezabel, Julie Marsden
- 1938 – Leányvágyak (The Sisters) … Louise Elliott
- 1936 – Az arany nyíl (The Golden Arrow) … Daisy Appleby
- 1936 – A megkövült erdő (The Petrified Forest) … Gabrielle Maple
- 1935 – Veszélyes … Joyce Heath
- 1934 – Örök szolgaság (Of Human Bondage) … Mildred Rogers
- 1932 – Húszezer év a Sing Singben (20,000 Years in Sing Sing) … Fay
- 1932 – Hárman egy házasságról (Three on a Match)

## Fontosabb díjai
Oscar-díj
- Legjobb női főszereplő – Veszélyes (1935)
- Legjobb női főszereplő – Jezabel (1938)

Emmy-díj
- Legjobb női főszereplő (televíziós minisorozat vagy tévéfilm) – Idegenek (1979)

Cannes-i fesztivál
- Legjobb női alakítás – Mindent Éváról (1950)

Velencei Nemzetközi Filmfesztivál
- Legjobb színésznő – A Galahad kölyök és Megcsúfolt nő (1937)

Szaturnusz-díj
- Legjobb női mellékszereplő – Rémálmok háza (1977)

## Gyakori filmpartnerei
Akikkel a legtöbbször együtt dolgozott:
- Orry-Kelly – 11 filmen
- Max Steiner – 7 filmen
- Hal B. Wallis – 6 filmen
- Henry Blanke – 6 filmen
- George Brent – 5 filmen
- Ernest Haller – 5 filmen